# Filialkirche Einersdorf

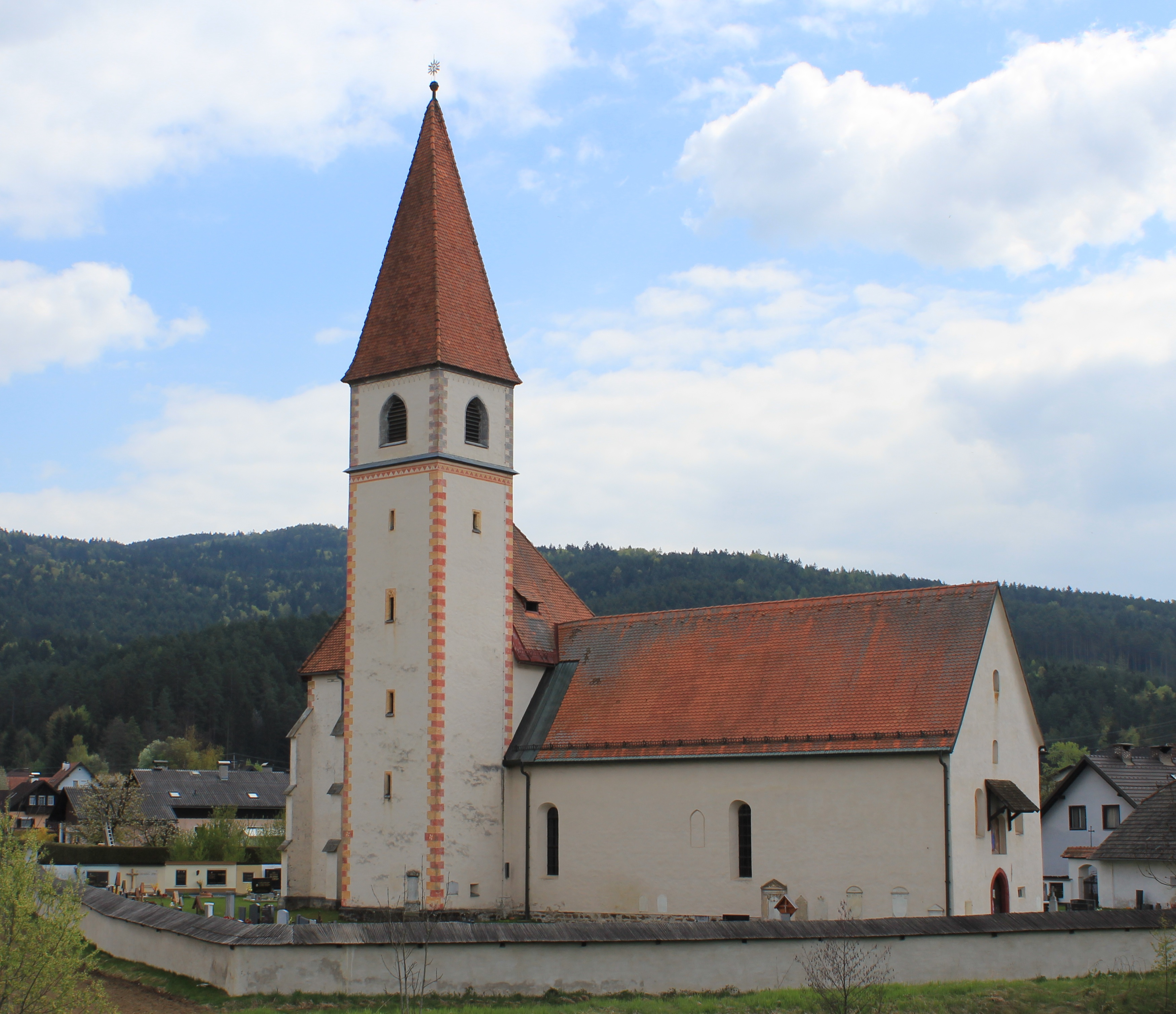
Filialkirche Einersdorf

Die römisch-katholische Filialkirche Einersdorf ist eine Filiale der Pfarre Bleiburg und ist  dem Fest Mariä Himmelfahrt geweiht. Die Kirche in Einersdorf/Nonča Vas in der Gemeinde Bleiburg wird 1480 erstmals urkundlich erwähnt und war vermutlich die Friedhofskirche von Bleiburg.

## Baubeschreibung
An das Langhaus mit Satteldach schließt ein etwas höherer und breiterer gotischer Chor vom Ende des 14. Jahrhunderts an. er wird von dreistufigen Strebepfeilern gestützt. An der Nordseite des Chores steht der schlanke gotische Turm mit aufgemaltem Zackenfries, spitzbogigen Schallöffnungen und einem Pyramidenhelm. Die Sakristei befindet sich an der Südseite des Chores. Das in den Mauern romanische Langhaus wurde im 17. Jahrhundert erhöht, die ursprünglichen Fenster in der Nord- und Südwand wurden vermauert und durch barocke Öffnungen ersetzt. An der Westfassade haben sich drei gestaffelte, romanische Fenster erhalten. 1985 wurden an der südlichen Außenwand um 1400 entstandene Fresken freigelegt, die dem Meister von Einersdorf zugeschrieben werden. Das Kruzifix an der südlichen Schiffaußenwand entstand um 1500.
Die ursprünglich flache Decke im einschiffigen Langhaus wurde um 1630 durch eine sechsjochige Stichkappentonne auf vorgelegten, gewölbten Halbsäulen ersetzt. Die dreiachsige Westempore auf polygonalen, spätgotischen Stützen ist kreuzgratunterwölbt. Ein spitzbogiger, profilierter Triumphbogen verbindet das Langhaus mit dem zweijochigen Chor mit Fünfachtelschluss. Über dem Chor ruht ein Kreuzrippengewölbe auf Diensten. Profilierte Portale führen in den Turm und in die Sakristei. In den Maßwerken der Chorfenster haben sich Reste ornamentaler, gotischer Glasmalerei erhalten.

## Wandmalereien
Die gotischen Wandmalereien wurden 1913 und 1963 freigelegt.
An der nördlichen Triumphbogenwand im Chor ist eine Anna selbdritt mit der Stifterfamilie dargestellt. Die Fresken an der Chornordwand zeigen die Disputation der heiligen Katharina und ihre Einkerkerung, den ungläubigen Thomas mit dem auferstandenen Christus sowie eine thronende Madonna zwischen Petrus und Katharina. An der Südwand sind der Zug und die Anbetung der Heiligen Drei Könige wiedergegeben, die rechte Hälfte des Bildes nur als Vorzeichnung. Im Chorgewölbe sind die Rippen im Gewölbescheitel marmoriert und von Ornamentstreifen begleitet. Auf den Schlusssteinen sind zwei Wappen und ein Christushaupt gemalt.
Diese um 1400 entstandenen Fresken sind namensgebend für den Meister von Einersdorf. Der Meister stammt vermutlich ursprünglich aus Südtirol und war von den norditalienischen Malern des 14. Jahrhunderts beeinflusst. Seine Figuren haben langgezogene Körper, die sich leicht nach vorne beugen. Die lineare Gestaltung wird durch die breite Kontur betont. Die Falten der Kleider fallen in geraden Bahnen zu Boden, wo der Stoff kurz umknickt. Von diesen Merkmalen weichen die thronende Madonna und vor allem der ungläubige Thomas durch eine ausgeprägtere räumliche Darstellung ab. Der Kunsthistoriker Andreas  Besold schreibt sie daher dem Altenmarkter Meister zu.
Die in Bildstreifen gemalten Fresken an der Langhausnordwand entstanden um 1470/1480. Die unteren Teile gingen verloren; durch die später eingezogenen Wandpfeiler werden Teile der Szenen verdeckt. Dargestellt sind die Verkündigung, Mariä Heimsuchung, die Geburt Christi, der Kindermord in Betlehem und die Flucht nach Ägypten.

## Ausstattung
Der barocke Hochaltar vom Ende des 17. Jahrhunderts hat einen zweizonigen, älteren Aufbau, der mit Blumenranken und Beschlagswerk verziert ist. Die Mittelnische birgt eine lebensgroße, gotische Steinfigur einer Madonna von 1340/1350 mit einem barock überarbeiteten Jesuskind, in den Seitennischen sind die Skulpturen von Joachim und Anna selbdritt. Im oberen Geschoß ist die Himmelfahrt dargestellt, flankiert von den Figuren der Heiligen Johannes d. T. und Johannes Ev. Den Abschluss bildet eine Marienstatue, umgeben von zwei Heiligen.
Die beiden Seitenaltäre wurden 1700 gefertigt, Die beiden Konsolfiguren im Chor stammen aus dem 18. Jahrhundert, das Kruzifix im Langhaus aus der Mitte des 18. Jahrhunderts.